# Charles Lee (Politiker)

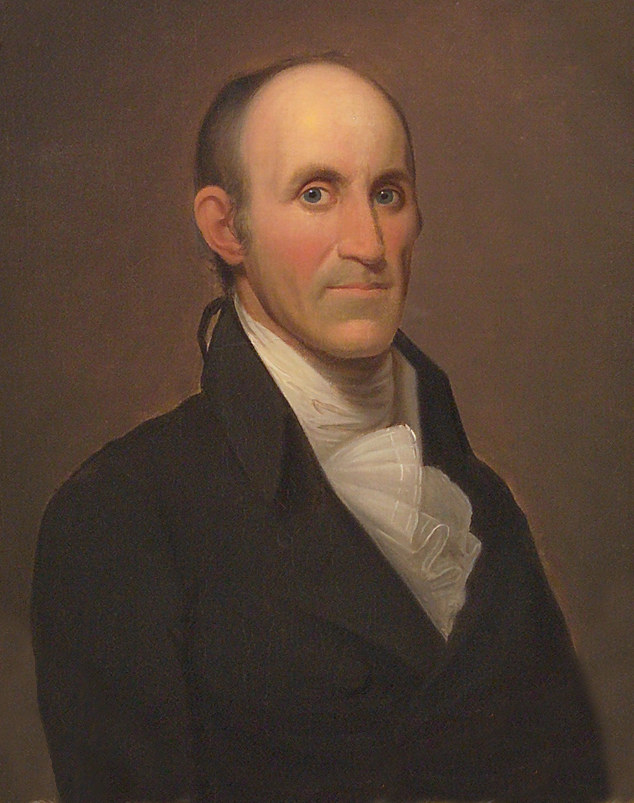
Charles Lee

Charles Lee (* 1758 im Westmoreland County, Kolonie Virginia; † 24. Juni 1815 im Fauquier County, Virginia) war ein US-amerikanischer Jurist, Politiker und Justizminister (Attorney General).

## Familie, Studium und berufliche Laufbahn
Lee entstammt einer der einflussreichsten Pflanzerfamilien Virginias. Wie sein Vater Henry Lee war auch sein älterer Bruder Henry „Light Horse Harry“ Lee General und späterer Gouverneur von Virginia. Ein weiterer Bruder, Richard Bland Lee, war Abgeordneter des Repräsentantenhauses. Die Brüder waren auch Cousins dritten Grades des späteren US-Präsidenten Zachary Taylor. In erster Ehe war er mit seiner Cousine Anne, der Tochter des sechsten Präsidenten des Kontinentalkongresses, Richard Henry Lee, verheiratet.
Lee absolvierte zunächst ein allgemein bildendes Studium am College of New Jersey, das er 1775 mit einem Bachelor of Arts beendete. Anschließend studierte er Rechtswissenschaften in der Kanzlei des 1812 erfolglosen Kandidaten für die Vizepräsidentschaft, Jared Ingersoll, welches er 1780 beendete. Zwischen 1777 und 1787 war er jedoch hauptsächlich als Marineoffizier am Potomac River tätig.
Als Anwalt war er ein früher Verfechter der Rückgabe des südlichen Teils des District of Columbia an Virginia, die jedoch erst 1847 vollzogen wurde.

## Justizminister unter Präsident Washington und spätere Ämter
Von 1789 bis 1793 war er auf Wunsch von George Washington Hafenmeister von Alexandria. Im folgenden Jahr wurde er Abgeordneter im Repräsentantenhaus von Virginia, dem er bis 1795 angehörte.
Nach dem Tod von William Bradford am 23. August 1795 berief ihn US-Präsident Washington am 10. Dezember 1795 als Attorney General in sein Kabinett. Dieses Amt übte er auch unter Washingtons Nachfolger John Adams bis zum Ende von dessen Amtszeit am 19. Februar 1801 aus.
Nach seinem Ausscheiden als Justizminister war er zunächst ein Jahr als Richter an einem Bezirksgericht tätig, ehe er sich als Anwalt niederließ. Als Rechtsanwalt vertrat er mehrfach Parteien in Verfahren vor dem Obersten Gerichtshofs der USA. Die Entscheidung des Obersten Gerichtshofs der Vereinigten Staaten vom 24. Februar 1803  im Fall Marbury v. Madison hat in der amerikanischen Rechtsprechung eine herausragende Bedeutung. Mit dieser Entscheidung konstatierte der Oberste Gerichtshof das Recht, Bundesgesetze auf ihre Verfassungsmäßigkeit hin zu überprüfen und solche für nichtig zu erklären (Judicial Review). Im Verfahren United States v. Burr verteidigte er den früheren Vizepräsidenten Aaron Burr vor dem Supreme Court. 1807 wurde Burr im Zusammenhang mit dem Versuch, einen unabhängigen Staat im spanischen Teil Nordamerikas zu schaffen, des Hochverrats angeklagt. Aus Mangel an Beweisen kam Burr jedoch frei.
Später wurde Lee Hafenmeister (Port Officer) des Bezirks des Potomac River, nachdem er das Angebot von Präsident Thomas Jefferson zur Übernahme eines Richteramtes am United States Supreme Court abgelehnt hatte.